# Dendropoma corallinaceum
Dendropoma corallinaceum is een slakkensoort uit de familie van de Vermetidae. De wetenschappelijke naam van de soort is voor het eerst geldig gepubliceerd in 1939 door Tomlin.